# Crewsing3
『Crewsing3』（クルージングスリー）は、ビーグルクルーの5枚目のアルバムである。2016年7月13日発売。発売元はANIMAL MUSIC JAPAN。

## 概要
- ビーグルクルーとして5枚目のアルバムである。

## 収録曲

### CD
1. intro〜Crewsing3〜
2. YEAH
3. You & me
4. My HERO
5. 愛してるよ
6. 熱男〜too Match〜
7. おにぎり
8. STANDUP
9. 直径12センチの円盤に
10. 少年代表
11. The ONE
12. 祈り
13. 10年後